# Josep Aguilar i Blanch
Josep Aguilar i Blanch, (València, c. 1860 – Benifaió, 1917), va ser un metge oftalmòleg valencià.
L'any 1891 va ser un dels participants del Congrés Mèdic Farmacèutic Regional celebrat a València. Va ser soci de l'Institut Mèdic Valencià des de 1884.

## Obres[2]
- «De las duchas antisépticas en las supuraciones de la córnea». La Crònica Mèdica, vol. 7, 1883, pàg. 69-76.
- «El cólera morbo y la queratitis neuro-paralítica». La Crònica Mèdica, vol. 9, 1885, pàg. 101-10.
- «Afecciones del aparato de la visión que eximen o pueden eximir del servicio militar». Butlletí de l'Institut Mèdic Valencià, vol. 19, 1886, pàg. 443-452 i 464-478.
- «La queratitis herpética febril y el paludismo». La Crònica Mèdica, vol. 10, 1887, pàg. 321-328.
- Contribución al tratamiento del estrabismo por el método ortopédico, Valencia, 1889.
- La oftalmía purulenta del recién nacido, Valencia, 1889.
- Memorias sobre el estudio nosográfico de las manifestaciones oculares de la lepra y la catarata hereditaria, Valencia, 1893.